# Planeta Hulk
Planeta Hulk é um arco de história em quadrinhos da Marvel Comics publicada na revista The Incredible Hulk em 2006. Escrito por Greg Pak, com arte de Carlo Pagulayan e Aaron Lopresti, o enredo mostra o exílio de Hulk em um planeta distante, orquestrado pelo grupo de heróis conhecidos como Illuminati. Lá, Hulk transforma-se num gladiador e lidera uma revolução contra o governante local.
A história foi seguida por Hulk Contra o Mundo, que narra o retorno do Hulk à terra e sua vingança contra os Illuminati.

## Enredo

### The New Avengers: Illuminati
As primeiras sementes de Planeta Hulk são plantadas em The New Avengers: Illuminati, publicação única (que no Brasil foi lançada em uma minissérie em 5 edições), que relata a tentativa do Homem de Ferro de formar uma coalizão de heróis para lidarem com as maiores ameaças à humanidade. É contada em três partes, sendo a segunda relevante para a trama de Planeta Hulk.
O ato começa com um furioso Hulk lutando contra o Coisa nas ruínas de Las Vegas. A história corta para o dirigível da S.H.I.E.L.D. onde o Homem de Ferro se confronta com as ultimas casualidades causadas pelo Hulk (26 adultos, 2 crianças e um cachorro). A Comandante Maria Hill sugere que o Homem de ferro teve responsabilidade nas mortes causadas pelo Hulk, pois poderia ter neutralizado-o previamente. Atormentado por essa ideia, Homem de Ferro reúne os Illuminati restantes e detalha seu plano para enganar Hulk, levando-o a destruir um satélite armado "com defeito". Uma vez a bordo, o satélite lançará o Hulk para um planeta desabitado especifico onde ele viverá o resto de seus dias.
Namor se opõe vigorosamente ao plano, entrando em combate contra o Homem de Ferro, mas são separados pelo Doutor Estranho. Namor deixa o grupo com uma declaração profética: "Banner voltará de onde vocês o enviarem e matará todos vocês! E ele estará certo!"

### Sequência
A história é seguida pela saga World War Hulk na qual Sakaar é bombardeada e Hulk volta a Terra para se vingar.

## Outras mídias
Televisão
- Partes foram incorporadas no episódio "Planet Hulk" de The Super Hero Squad Show.
- Nos episódios  "Monsters No More" e "Planet Leader" de Hulk and the Agents of S.M.A.S.H., Hulk, She-Hulk, A-Bomb, Red Hulk e Skaar são transportados para Sakaar. O Líder preenche o papel do Rei Vermelho. Miek, Elloe Kaifi, Hiroim e Korg são mostrados como escravos sob o controle de Líder, graças aos discos de controle, enquanto os habitantes de Sakaar elogiam o Líder como seu herói. Os Hulks lideram os escravos em uma rebelião e expostos Leader.

- Na série animada Guardians of the Galaxy, os Sakaarans são as principais tropas de Thanos e Ronan, O Acusador.

Filmes
- A Lions Gate lançou em fevereiro de 2010 uma animação em DVD, baseada no arco.[2][3]
- Os Sakaarans aparecem no filme Guardians of the Galaxy.[4]
- Em 2015, Mark Ruffalo expressou interesse em fazer um filme baseado no arco.[5] A história inspirou parcialmente o filme Thor: Ragnarok de 2017.[6]

Vídeo Games
- A experiência de Hulk em Sakaar é mencionada em Marvel: Ultimate Alliance 2.
- Quando o Doutor Estranho está lutando Hulk em Ultimate Marvel vs Capcom 3, ele diz: "Eu imagino que você ainda está chateado por nós termos te atirando no espaço ..."